# Delia Derbyshire
Delia Ann Derbyshire (Coventry, 5 de maio de 1937 – Northampton, 3 de julho de 2001) foi uma compositora pioneira de música eletrônica e música concreta inglesa.
É mais conhecida por sua interpretação do tema musical da série Doctor Who, composta por Ron Grainer, e por seu trabalho junto ao BBC Radiophonic Workshop, unidade de som da BBC criada na segunda metade do século XX para desenvolver novos sons e músicas para o rádio.